# Kwami Christophe Dikenou
Kwami Christophe Dikenou (* 18. Oktober 1950) ist ein togoischer Diplomat.

## Leben
Er studierte von 1971 bis 1978 an der Päpstlichen Universität Urbaniana in Rom und der Universität Freiburg in der Schweiz und schloss als Doktor der Philosophie ab. 1978 studierte er am Genfer Hochschulinstitut für internationale Studien. 1979 erreichte er einen Abschluss in Europastudien an der Universität Nancy II in Frankreich.
Kwami Christophe Dikenou begann dann im Jahr 1979 als Praktikant im Außenministerium Togos in Lomé. An der Universität Lomé wirkte er von 1979 bis 2007 als Hochschullehrer. Er leitete dort den Bereich Philosophie. In den Jahren von 2008 bis 2010 war er als Berater in den UNESCO-Büros in Dakar und Nairobi tätig. 2010 kehrte er an die Universität Lomé zurück und arbeitete dort als Professor für Philosophie und für angewandte Ethik. Ab 2012 war er zugleich als Mitglied, Sachverständiger und Ausbilder in der Abteilung für Bioethik der UNESCO tätig.
2014 wurde er dann Botschafter seines Landes in Deutschland mit Sitz in Berlin. 2015 erfolgte sein Akkreditierung auch für Estland, Slowenien, Österreich, Dänemark, Polen, Norwegen und Schweden. Außerdem besteht eine Akkreditierung im Kosovo. 2015 erfolgte auch seine Akkreditierung bei der Internationalen Atomenergie-Organisation in Wien. 2016 wurde er auch Botschafter Togos in Ungarn, Rumänien, Russland, der Ukraine und der Slowakei. Eine Akkreditierung besteht auch für Litauen.

## Persönliches
Kwami Christophe Dikenou ist verheiratet und Vater von drei Kindern. Er spricht Deutsch, Englisch, Französisch und Italienisch.